# Il'ja Lantratov
Il'ja Valer'evič Lantratov (in russo Илья Валерьевич Лантратов?; Prochorovka, 11 novembre 1995) è un calciatore russo, portiere della Lokomotiv Mosca.

## Carriera
Cresciuto nel settore giovanile del Saljut Belgorod, l'8 agosto 2020 ha esordito in  Prem'er-Liga disputando con il Chimki l'incontro contro il CSKA Mosca perso 2-0.